# Norbert Węgrzyn
Norbert Węgrzyn (* 1960; † 21. Januar 2016) war ein polnischer Badmintonspieler.

## Karriere
Norbert Węgrzyn gewann nach drei Juniorentiteln in Polen 1978 seine erste Medaille bei den nationalen Titelkämpfen der Erwachsenen. Sieben weitere Edelmetallgewinne folgten bis 1985, wobei der Meistertitel 1981 sein größter Erfolg war.

## Sportliche Erfolge
| Saison | Veranstaltung                          | Disziplin    | Platz | Name                                                                 |
| ------ | -------------------------------------- | ------------ | ----- | -------------------------------------------------------------------- |
| 1977   | Polnische Meisterschaften der Junioren | Herrendoppel | 1     | Brunon Rduch / Norbert Wegrzyn                                       |
| 1978   | Polnische Meisterschaften der Junioren | Herrendoppel | 1     | Brunon Rduch / Norbert Wegrzyn                                       |
| 1978   | Polnische Meisterschaften der Junioren | Herreneinzel | 1     | Norbert Wegrzyn                                                      |
| 1978   | Polnische Einzelmeisterschaften        | Herrendoppel | 2     | Brunon Rduch / Norbert Węgrzyn (Unia Bieruń Stary)                   |
| 1979   | Polnische Einzelmeisterschaften        | Herrendoppel | 3     | Brunon Rduch / Norbert Węgrzyn (Unia Bieruń Stary)                   |
| 1980   | Polnische Einzelmeisterschaften        | Herrendoppel | 2     | Brunon Rduch / Norbert Węgrzyn (Unia Bieruń Stary)                   |
| 1981   | Polnische Einzelmeisterschaften        | Herrendoppel | 1     | Brunon Rduch / Norbert Węgrzyn (Unia Bieruń Stary)                   |
| 1982   | Polnische Einzelmeisterschaften        | Herrendoppel | 3     | Jerzy Gwóźdź / Norbert Węgrzyn (Unia Bieruń Stary)                   |
| 1983   | Polnische Einzelmeisterschaften        | Herrendoppel | 3     | Brunon Rduch / Norbert Węgrzyn (Unia Bieruń Stary)                   |
| 1984   | Polnische Einzelmeisterschaften        | Herrendoppel | 2     | Jerzy Gwóźdź / Norbert Węgrzyn (Unia Bieruń Stary / Azs Uś Katowice) |
| 1985   | Polnische Einzelmeisterschaften        | Herrendoppel | 3     | Jerzy Gwóźdź / Norbert Węgrzyn (Azs Uś Katowice / Unia Bieruń Stary) |